# 1949 год в изобразительном искусстве СССР
1949 год был отмечен рядом событий, оставивших заметный след в истории советского изобразительного искусства.

## События
- В Ленинграде состоялось открытие Мемориального музея И. И. Бродского. Кроме работ самого художника, в экспозиции была представлена коллекция картин и рисунков русских художников, переданных в дар государству семьёй художника после его смерти.

### Монументы

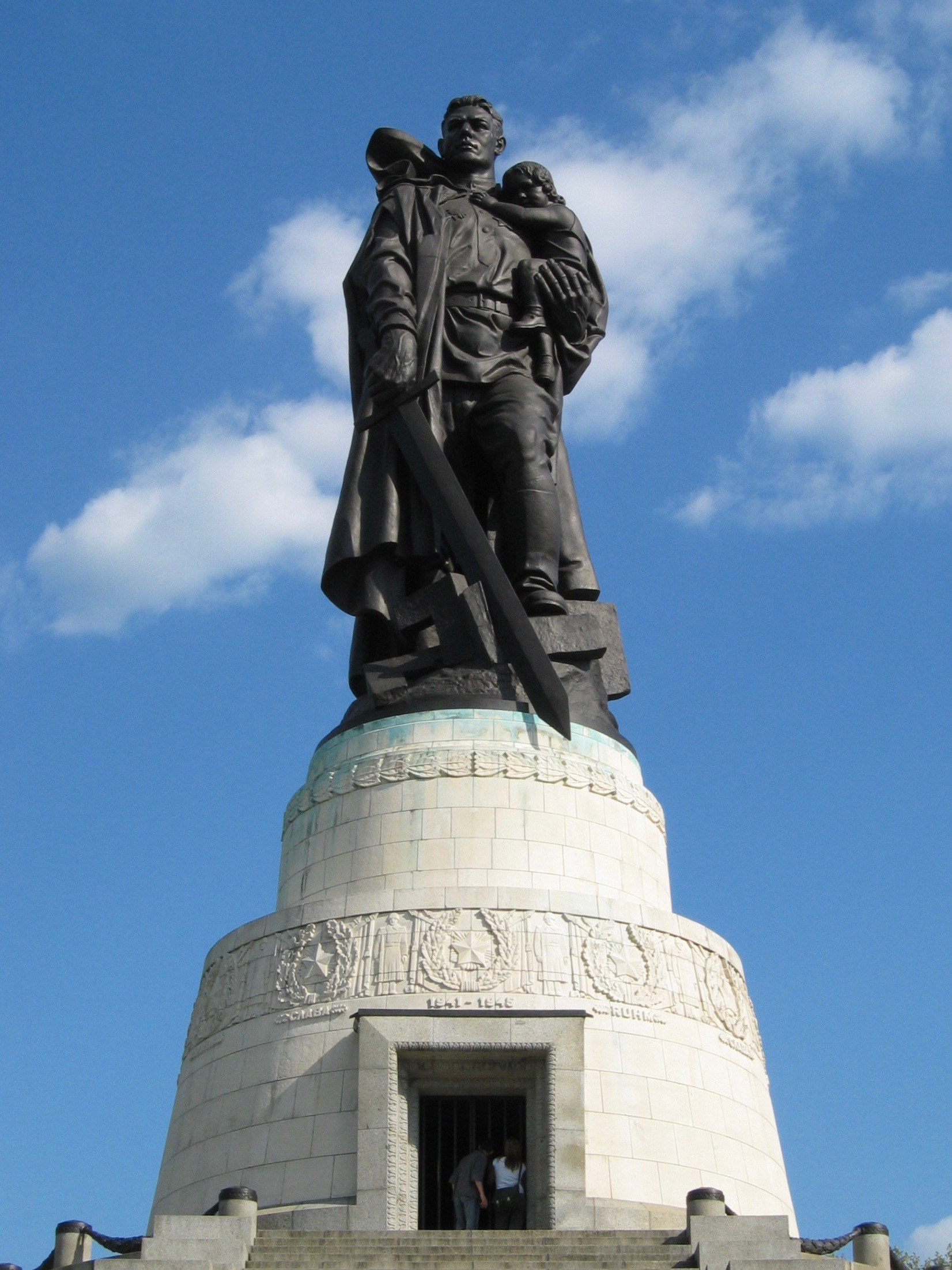
Трептов-парк, Берлин. «Воин-освободитель», скульптор Евгений Вучетич (1949)

- 8 мая — в берлинском Трептов-парке открыт монумент «Воин-освободитель» (скульптор Евгений Вучетич, архитектор Яков Белопольский, художник А. В. Горпенко, инженер С. С. Валериуса). Центром композиции является бронзовая фигура советского солдата, стоящего на обломках свастики. В одной руке солдат держит опущенный меч, а другой поддерживает спасённую им немецкую девочку.

- В Москве на Красной площади на месте захоронения в Некрополе у Кремлёвской стены установлен бюст Андрея Жданова работы скульптура Сергея Меркурова.

### Выставки

#### Москва
- 5 ноября — в Третьяковской галерее открылась «Всесоюзная художественная выставка 1949 года». Экспонировались произведения Михаила Авилова, Николая Бабасюка, Василия Бакшеева, Петра Белоусова, Фёдора Богородского, Александра Бубнова, Петра Васильева, Александр Герасимов, Сергея Герасимова, Гавриила Горелова, Алексея Грицая, Александра Дейнеки, Крума Джакова, Василия Ефанова, Бориса Иогансона, Петра Кончаловского, Павла Корина, Порфирия Крылова, Николая Крымова, Юрия Кугача, Михаила Куприянова, Александра Лактионова, Фёдора Модорова, Дмитрия Мочальского, Дмитрия Налбандяна, Александра Трошичева, Юрия Непринцева, Лии Островой, Генриха Павловского, Владимира Серова, Василия Соколова,  Василия Хвостенко и других художников и скульпторов СССР[1].

#### Ленинград
- 1 января — в залах Русского музея открылась «Отчётная выставка произведений живописи, скульптуры и графики ленинградских художников за 1947-1948 годы». Экспонировались работы Евгении Байковой, Льва Богомольца, Александра Любимова, Юрия Непринцева, Михаила Натаревича, Самуила Невельштейна, Глеба Савинова, Александра Самохвалова, Рудольф Френца, Николая Тимкова и других ленинградских мастеров изобразительного искусства[2].

- В залах Ленинградского Союза советских художников открылась выставка произведений Александра Любимова (1879—1955)[3].

## Деятели искусства
- Ленинградский институт живописи, скульптуры и архитектуры имени И. Е. Репина», среди прочих,  окончили Николай Бабасюк, Ростислав Вовкушевский, Иван Годлевский, Мета Дрейфельд, Валерий Пименов, Юрий Подляский, Мария Рудницкая, Виктор Тетерин, Марина Тиме, Григорий Чепец, Вера Шестакова[4].

### Родились
- 12 января — Елена Пасхина, скульптор, заслуженный художник России.

### Скончались
- 17 марта — Александра Экстер, русская художница, с 1924 года жившая за границей (род. в 1882).
- 5 мая — Николай Ульянов, живописец, заслуженный деятель искусств РСФСР, лауреат Сталинской премии (род. в 1877).
- 13 августа — Георгий Савицкий, живописец, график и педагог, академик АХ СССР, лауреат Сталинской премии (род. в 1887).

Полная дата неизвестна
- Константин Рудаков, художник-график и педагог (род. в 1891).